# Distrikt Paranday
Der Distrikt Paranday liegt in der Provinz Otuzco in der Region La Libertad im Westen von Peru. Der Distrikt wurde am 28. April 1959 gegründet. Er besitzt eine Fläche von 22,1 km². Beim Zensus 2017 wurden 555 Einwohner gezählt. Im Jahr 1993 lag die Einwohnerzahl bei 641, im Jahr 2007 bei 689. Die Distriktverwaltung befindet sich in der 3141 m hoch gelegenen Ortschaft Paranday mit 148 Einwohnern (Stand 2017). Paranday liegt 16 km westlich der Provinzhauptstadt Otuzco.

## Geographische Lage
Der Distrikt Paranday liegt im Westen der Provinz Otuzco. Der Río La Cuesta fließt entlang der östlichen Distriktgrenze nach Süden und entwässert das Areal zum Río Moche hin.
Der Distrikt Paranday grenzt im Westen an den Distrikt Simbal (Provinz Trujillo), im Norden an den Distrikt Sinsicap sowie im Osten und im Süden an den Distrikt La Cuesta.